# Mats Ekholm
Mats Ekholm, född 20 november 1944 i Nyköpings västra församling, Södermanlands län, är en svensk professor emeritus i pedagogik vid Karlstads universitet. Han har även varit generaldirektör för Skolverket.

## Biografi
Ekholm disputerade 1976 vid Göteborgs universitet och var 1975–1990 verksam inom Skolöverstyrelsen som ledare för skolledarutbildningen i Sverige. Under sina högskolestudier satt Ekholm i styrelsen för Göteborgs socialdemokratiska studentförening, bland annat som sekreterare 1969-1970. I ett samarbete mellan dåvarande Karlstads högskola och Göteborgs universitet utlystes 1989 en tidsbegränsad tvåårig professur i pedagogik med tre fjärdedelar av tjänstgöringen förlagd till Karlstad. Ekholm sökte tjänsten och tillträdde 1990. Den permanentades 1992 och när högskolan den 1 januari 1999 upphöjdes till Karlstads universitet följde professuren med. Ekholms forskning har inriktats framför allt på skolors och ungdomars sociala utveckling.
Han var generaldirektör för Skolverket 1999–2003, och för Myndigheten för skolutveckling från dess bildande 1 mars 2003 och till årets slut samt vid Utbildningsdepartementet 2004–2005.
Ekholm var kritisk till den socialdemokratiska regeringens ökade prioritet för tillsyn och inspektion. När regeringen i november 2002 meddelade att hans förordnande som generaldirektör för Myndigheten för skolutveckling skulle avbrytas i förtid vid slutet av år 2003, tolkades detta som en misstroendeförklaring från dåvarande utbildningsminister Thomas Östros sida.
Under 2008 har Ekholm deltagit i kollegan Hans-Åke Scherps kritik av den folkpartistiske ministern Jan Björklunds skolpolitik. Ekholm är medförfattare till "Barnuppropet", som under 2009 och 2010 samlade 11 000 underskrifter, däribland ett sextiotal svenska professorer.
Ekholm representerade Sverige under åren 2000 till 2009 i OECD:s Centre for Educational Research and Innovation, CERI, och har gjort insatser inom utbildningsområdet i en rad länder. Till exempel ingick han 2010 i den danske statsministerns "Skolens rejsehold", som genomförde en kritisk granskning av det danska skolsystemet. Han var 1993 till 2007 partner åt Sri Lankas National Institute of Education i dess ansträngningar att utveckla landets skolledare och medverkade 2005 till 2009 i en internationell rådgivningsgrupp till ledningen för en nationell fortbildning i matematikundervisning för Indonesiens lärare. År 2018 medverkade han i en granskning och bedömning av Kambodjas utbildningssystem.
Ekholm är alltjämt (2020) aktiv i skoldebatten, och har uttryckt kritik mot marknadsdrivna skolor och det fria skolvalet, vilket han menar ökar segregationen.

### Fotnoter
1. ↑  Sveriges befolkning 1970, (CD-ROM version 1.04) Sveriges Släktforskarförbund 2003
2. ↑  Ekholm, Mats (1976) (på engelska). Social development in school: summary and excerpts. Reports from the Institute of Education, University of Göteborg, 0346-6809 ; 48SOS-projektet, 99-0113037-9 ; 23. Göteborg. Libris 118744
3. ↑  ”Ekholm byter generaldirektörspost”. Sveriges Radio P4 Värmland. 6 december 2002. https://sverigesradio.se/sida/artikel.aspx?programid=93&artikel=156141.
4. ↑  Östros: Naturligt byta chef för nya myndigheten Arkiverad 4 juli 2018 hämtat från the Wayback Machine., Lärarnas Tidning, 12 december 2002.
5. ↑  Jan Björklund blundar och tror, debattartikel (Brännpunkt) av Ekholm och Hans-Åke Scherp i Svenska Dagbladet, 30 augusti 2008.
6. ↑  ”Det är ingen vacker syn.” Så tog teknokraterna kommandot över skolan, reportage av Maciej Zaremba i Dagens Nyheter, 14 april 2011.
7. ↑  Mats Ekholm, Hans-Åke Scherp, Bengt-Erik Andersson (2009). ”Barn har rätt - Lagstadga barns rätt att utvecklas med lust i trygghet!”. Barnuppropet. Arkiverad från originalet den 10 oktober 2011. https://web.archive.org/web/20111010135108/http://sites.google.com/site/barnuppropet/. Läst 18 mars 2020.
8. ↑   Fremtidens folkeskole - én af verdens bedste. Rapport C : 360-graders-eftersyn af folkeskolen : Casekatalog (1. udgave). Styrelsen for Evaluering og Kvalitetsudvikling af Grundskolen. 2010. ISBN 978-87-92140-74-6. OCLC 874431784. https://www.worldcat.org/oclc/874431784. Läst 18 mars 2020
9. ↑  ”OECD Reviews of Evaluation and Assessment in Education: Denmark 2011”. OECD. doi:10.1787/9789264116597-en. https://www.oecd-ilibrary.org/oecd-reviews-of-evaluation-and-assessment-in-education-denmark-2011_5kgc78ml6qlv.pdf?itemId=%2Fcontent%2Fpublication%2F9789264116597-en&mimeType=pdf. Läst 18 mars 2020.
10. ↑  Ekholm, M., & Hoven, G.H. v. d. (2009). PMRI – Majulah! (Move forward!), Report of the DO-PMRI International Advisory Board. Jakarta, Utrecht: APS International
11. 1 2  Bengt Starrin (24 januari 2020). ”Mats Ekholm vill se ett skoluppror”. Värmlands Folkblad. https://www.vf.se/2020/01/24/mats-ekholm-vill-se-ett-skoluppror/.